# La Confession d'un enfant du siècle (roman)
Pour les articles homonymes, voir La Confession d'un enfant du siècle.
La Confession d'un enfant du siècle est un roman en prose, de l'écrivain français Alfred de Musset publié en 1836.
L'histoire du roman retrace la vie d’Alfred de Musset, incarné dans le récit par le personnage d’Octave, et raconte sa relation avec George Sand. L’œuvre mêle une autobiographie avec la narration fictive des personnages du roman et l’analyse sociologique de l’auteur sur son époque.

## Résumé

### Première partie
Les chapitres 1 et 2 de la première partie sont dédiés à des considérations historiques. Musset raconte la gloire et l'exaltation produites par les guerres napoléoniennes et la désillusion qui suivit la chute de l'Empereur. Avec le retour de l'ordre ancien que représente la monarchie (Louis XVIII, Charles X, puis Louis-Philippe), la « fièvre » retombe et laisse la place à un profond malaise lié à un vide existentiel.
Lors d’un grand souper suivant une mascarade, Octave un jeune homme de dix-neuf ans se retrouve à table avec ses amis et sa maîtresse. En laissant tomber sa fourchette, il constate après avoir soulevé la nappe, la proximité de sa maîtresse avec un jeune homme assis à côté d’elle qu’il décrit comme « étroitement liés l’un à l’autre. » Octave comprend aussitôt l'infidélité de sa maîtresse avec l’un de ses amis, et rentre complètement brisé, « n’éprouvant rien, ne sentant rien, et comme privé de réflexion. » Le lendemain, accompagné de son ami Desgenais, Octave livre un duel au pistolet contre le nouveau compagnon de son ancienne amante, il perd et est blessé au bras droit. À la suite de ces événements, Octave met définitivement un terme à leur relation amoureuse. Inquiet par l'état de désespoir si sérieux de son ami, Desgenais, libertin, ne comprend pas la douleur de son ami et essaye de l'initier au libertinage dans le but de lui faire oublier son chagrin auprès d’autres femmes. Au cours d’une promenade Octave, rencontre Mme Levasseur, amie de son ancienne maîtresse. Ils dînent ensemble, partagent leurs chagrins et vont jusqu’à s’embrasser, mais il s'aperçoit alors que la douleur partagée n’était que l’objet d’un jeu de séduction entre eux. Il s’enfuit, dégoûté par cette prise de conscience. Parallèlement Octave reçoit des livres qui vantent le libertinage, de plus en plus déboussolé, il se retourne vers la Bible qui ne lui apporte aucun réconfort. Son désespoir grandissant le pousse à passer de nombreuses nuits sur un banc, devant la demeure de son ancienne maîtresse. Dans un élan de désespoir, il erre jusqu’à un cabaret où il se met à boire. Une femme l’accoste et le console mais plongé dans l’ivresse, Octave lui trouve une ressemblance avec sa maîtresse et sombre dans l’excès.

### Deuxième Partie
Le réveil est difficile. Octave est désemparé et songe à se suicider, mais c'est sans compter sur l'arrivée de Desgenais pour l'en empêcher. Il lui révèle une nouvelle qui le bouleverse, son ancienne maîtresse collectionnait les amants. D'ailleurs, l'un d'entre eux lui a infligé une dispute en public. Le ridicule d’Octave est à son apogée tout comme son désespoir. Il décide de présenter sa conquête et de ne plus faire que se divertir aux côtés de Desgenais.
En rejoignant la demeure de Desgenais, Octave est témoin de ces instants d'excès. Il y remarque une vie de débauche dans laquelle tout le monde est malheureux, le plaisir n'est qu'un éternel recommencement. Ces mêmes plaisirs ne parviennent pas à estomper son mal-être. Il se lasse vite de cette vie artificielle. Il essaye de comprendre les différences qu’il y a entre lui et Desgenais, surtout par rapport à l’amour. Ces journées de débauche ne lui enlèvent pas son chagrin. Ancré dans sa réputation de libertin désormais acquise, il discute avec deux femmes qui le troublent. Au cours de la conservation, Octave se rend compte que le décès de la mère de l'une d'entre elles ne l'affecte pas. Il confie à Desgenais l’horreur que provoque en lui ce sentiment, il lui demande ce qu’ils vont faire, ce à quoi Desgenais répond : « la même chose que l’an dernier. » Après son monologue, Desgenais et lui sont pris d’un profond désespoir. C'est alors qu’il apprend que son père se meurt : il part pour la maison familiale, à la campagne.

### Troisième Partie
Octave arrive trop tard chez son père, celui-ci est mort. Il supporte difficilement la douleur. Son père lui a laissé un seul mot lui disant qu’il l’aimait. Il s’installe chez son père où il vit dans une grande solitude. Une existence austère, comme celle qu’avait eue son père. Il y connait une période de sérénité et de quiétude. Hormis le fidèle domestique de son père, Larive, il ne côtoie personne. Mais, au village, lors d’une visite de charité, il est frappé par le charme d’une veuve, légèrement plus âgée que lui, Octave fait la connaissance de Brigitte Pierson. Elle prend soin d'une femme malade et se réjouit de la guérison de celle-ci. Il lui fait des visites, elle le reçoit à dîner. Il lui fait part des épreuves qu’il a vécues, mais n’ose lui avouer les sentiments qu’il éprouve pour elle, que, cependant, elle vit bien. Un soir, elle lui révèle qu'il n'aura jamais rien de plus que son amitié, et que s'il n'est pas capable de s'en satisfaire, il devrait partir. De retour dans la maison paternelle, il se résout à l'idée de partir, mais il ne sait pas où. Il reçoit une lettre de celle-ci lui disant qu’elle regrette ses sentiments car ils doivent ne plus jamais se revoir. Elle lui demande de quitter le pays.  Au lieu de prendre le large, le jeune garçon se dirige vers la demeure de Madame Pierson. Elle le reçoit, mais parvient à l'éloigner pour obtenir un temps de réflexion. Madame Pierson prend ses distances avec Octave. Durant une balade à cheval, le héros déclare sa flamme et se rend compte qu'elle l'aime également. Octave connait alors une brève période de bonheur.

### Quatrième Partie
Au bout de deux jours de liaison, Octave a des soupçons sur sa nouvelle aimée, notamment sur sa relation avec Monsieur de Dalens. À l'issue d'une explication avec Brigitte, il s'aperçoit que son passé libertin a fait des ravages dans son esprit. Elle le pardonne à la condition de lui faire part de ses doutes futurs. Mais Octave vit assez mal cet amour tranquille. Il décide de séduire Madame Daniel, une amie de Brigitte. Une dispute éclate. Lors d’une promenade nocturne, Brigitte prouve à Octave qu’il n’est pas le seul à avoir un passé douloureux. Elle aussi a été trahie. Cet aveu renouvelle l’amour d’Octave pour elle. La tante de Brigitte meurt et cet événement bouleverse la jeune femme. Cela vient troubler leur quiétude amoureuse. Elle a l'intention de quitter Octave et la région en raison des commérages incessants. À la suite de nombreuses explications, le jeune héros parvient à la faire changer d'avis. Les ragots ont de plus en plus de conséquences sur leur couple. Un jour, le jeune héros met la main sur le testament de son aimée, et découvre qu'elle mettra fin à ses jours à l'instant où elle n'aura plus d'amour pour lui.
Après cette lecture, Octave décide de la quitter en emportant le poison pour la préserver.

### Cinquième Partie
Pour mettre fin à leurs incessantes querelles, ils projettent de partir en voyage pour s'installer à Paris par la suite. Mais la venue de Monsieur Smith, un ami d'enfance de Madame Pierson, manifestement amoureux d'elle, vient contrecarrer leurs projets de voyage. Une visite qui attise la jalousie déjà bien maladive d'Octave. De son côté, Henri Smith sème le trouble dans l'esprit de Brigitte.
Les lettres que lui a transmises Smith lui annoncent que sa famille va la renier si elle part avec Octave. Celui-ci ne sait que faire car il ne veut pas que Brigitte le suive si cela la rend triste. Il rend visite à Smith qui est mal en point. Il l’admire car il a beaucoup plus vécu alors qu’ils ont le même âge. Octave et Brigitte ont ensuite de fréquentes relations avec lui, mais Octave est torturé par des soupçons, il découvre finalement qu’elle aime effectivement Smith.
Rongé par la jalousie, Octave envisage de tuer Brigitte puis de se suicider après le meurtre. Mais la vue d’un «petit crucifix d'ébène», entre ses seins, arrête son geste meurtrier. Brigitte et Octave se quittent avec affection. Il se soumet à l'amour entre Henri Smith et Brigitte Pierson. Il se rend compte qu'il est celui qui empêche Brigitte et Henri d'être heureux. Il renonce à son amour pour sa bien-aimée pour qu'elle puisse vivre le sien avec Monsieur Smith.
Il trouve la force de renoncer à elle, d’accepter qu’elle parte avec l’autre, de la quitter avec «tendresse», préférant que «des trois êtres qui avaient souffert par sa faute, il ne reste qu’un seul malheureux» et «remerciant Dieu».

## Réception
Au lendemain de sa rupture avec George Sand, Alfred de Musset publie la première partie de La Confession d'un enfant du siècle chez Félix Bonnaire en février 1836. Mais c’est son deuxième chapitre, paru isolément en septembre 1835, dans La Revue des Deux Mondes qui rendra célèbre le roman.
Lors de la parution de La Confession d'un enfant du siècle, l'œuvre est immédiatement comparée au roman Adolphe de Benjamin Constant notamment pour leur passion commune pour les mémoires Les Amours du chevalier de Faublas de Louvet de Couvrai. Les deux auteurs décrivent sous la forme d’un récit fictif le processus de décomposition et de désillusion d’une relation amoureuse réellement vécue par les auteurs, liée à un malaise générationnel.
George Sand proclame à la parution du livre que « [le récit] d’Alfred est magnifique. C’est très supérieur à Adolphe de Benjamin Constant ». La supériorité du roman de Musset par rapport à celui de Benjamin Constant, vient selon George Sand, de l’accentuation du désenchantement amoureux superposé aux sentiments de faillite et de désillusion par rapport à l'histoire ressentis par de jeunes adultes du début du XIXe siècle en Europe, et désignés dans le roman sous l'appellation de « mal du siècle ».
Charles-Augustin Sainte-Beuve reviendra sur le « mal du siècle » dans un article consacré à Lamennais : « Notre siècle, à nous, en débutant par la volonté gigantesque de l’homme dans lequel il s’identifia, semble avoir dépensé tout d’un coup sa faculté de vouloir, l’avoir usée dans ce premier excès de force matérielle, et depuis lors ne l’a plus retrouvée. »

## "Le Mal du siècle"
Le culte de la nature et de l'imagination avait déjà commencé avec les poètes français au XIIIe siècle, lorsque les premières histoires de chevaliers et de jeunes filles sont apparues, en vers. Le romantisme a émergé en Europe à une époque où le milieu intellectuel était très rebelle. C'est dans ce milieu que Johann Wolfgang von Goethe publie en 1774 ce qui est considéré comme le repère fondateur du romantisme : Les souffrances du jeune Werther (Die Leiden des jungen Werthers). Pour la première fois en littérature, la passion profonde, tumultueuse et malheureuse devient la marque d'un personnage qui se retrouve impuissant face à un monde de plus en plus tumultueux et mécanique. Après sa première publication, il y aurait eu une vague de suicides en Europe, attribuée à l'influence du personnage de Goethe, que l'on a appelé «l'effet Werther».
En Angleterre, des écrivains comme Lord Byron et Mary Shelley ont affiné ce qui allait devenir l'idéal romantique au XIXe siècle : « la forme confessionnelle rousseauienne visant à explorer les rapports contradictoires entre l'individu et la société ». En France, le roman de Chateaubriand René (1802) s'avère être une immense source d'inspiration pour les jeunes romantiques qui estiment que le personnage est l'expression parfaite du mal du siècle que vit leur génération. Parmi les admirateurs notables figuraient Hector Berlioz et Alfred de Musset. Sa renommée atteint à l'étranger; Les voyages de René à travers l'Europe ont été imités par Lord Byron dans «Childe Harold's Pilgrimage ». Le «Moi» prépondérant instauré par Rousseau et institué par Lamartine plonge la littérature dans l’introspection. L’ennui devient la hantise des auteurs, et la nostalgie envahit les esprits. Impuissants face à un idéal inaccessible, certains romantiques tombent dans la débauche avec l’espoir d’échapper à cette "maladie du siècle".
Charles Baudelaire reste la figure emblématique du poète maudit, victime du mal de vivre. Le "spleen", comme il le nomme, tente d’y échapper par le rêve, mais aussi par l’alcool, le sexe et la drogue. Mélancolie exacerbée, dépression évacuée dans les mots.
Benjamin Constant dans son roman Adolphe propose un regard critique très sommaire sur la société de son époque. Il retranscrit dans un récit fictif à travers le personnage d’Adolphe, le processus de désillusion amoureuse vécu par l’auteur. Dans une narration assez similaire à celle d’Octave, Adolphe se retrouve d’un "mal" incurable, l’égarement du cœur et de l'ennui. La ressemblance avec le roman de Musset sera relevée dès sa parution, mais entre 1816 et 1836, la société a évolué. La Confession d'un enfant du siècle accentue le propos politique, en refusant de donner une fin spectaculaire à ses personnages et en adoptant un discours religieux vide.
Mais c'est Alfred de Musset qui va définitivement populariser dans son œuvre La Confession d'un enfant du siècle "le mal du siècle". «Si l’on sait que le deuxième chapitre du livre constitue l’une des illustrations les plus célèbres de cette maladie romantique, le rapport entre le cataclysme historique décrit, la perte de toutes les valeurs dans une société qui n’a plus d’illusions, et la douleur personnelle d’Octave, au début du chapitre suivant, laisse cependant perplexe plus d’un lecteur. Le narrateur affirme d’abord que sa souffrance trouve son origine profonde dans ce mal moral qui a envahi l’ensemble de la société. Ce que l’on constate, tout au long du récit, c’est que les explications avancées sont pour le moins fluctuantes. Cette maladie terrifiante ne frappe pas un individu isolé, elle a d’emblée une réalité collective.»

## Inspirations

### George Sand
La liaison de George Sand et Alfred de Musset débute en juin 1833 et conduit les amants jusqu’à Venise où chacun tombe malade à son tour. George Sand s’éprend de Pagello, le médecin de Musset, qui quitte alors Venise le 29 mars 1834.Les anciens amants continuent pourtant leur correspondance. Dans une lettre du 30 avril 1834 destinée à George Sand, Alfred de Musset écrit « je m’en vais faire un roman, j’ai bien envie d’écrire notre histoire […] mais j’attendrai ta permission formelle ». George Sand, le 12 mai 1834, répond : « parle de moi comme tu l’entendras, je me livre à toi les yeux bandés ». Musset peut ainsi commencer l’écriture de La Confession d’un enfant du siècle.
Le double fictif de George Sand est Brigitte Pierson, Alfred de Musset l’explicite dans une lettre à Franz Liszt le 20 juin 1836 « Mme Pierson […] est G. S. en personne jusqu’à la moitié du 2e vol. »En effet, toutes deux ont des caractéristiques communes, telles que les leurs « yeux noirs », leur goût pour les « livres nouveaux », et leur caractère « aussi sincère que […] noble et orgueilleu[x] »(lettre du 30 avril 1834).
Le double fictif d’Alfred de Musset est Octave. Ce nom apparaît antérieurement dans Les Caprices de Marianne. L’idée d’en faire le nom de son double vient indirectement de George Sand, Musset lui écrit le 10 mai 1834 « il y avait en moi deux hommes, tu me l’as dit souvent, Octave et Cœlio. J’ai senti en te voyant que le premier mourrait en moi ». Octave était alors déjà un personnage en proie à la débauche, qui dévoile ensuite un caractère sensible.
Tout comme les autres œuvres de Musset racontant cette liaison, telles qu’On ne badine pas avec l’amour, dans La Confession d’un enfant du siècle, le double de George Sand est une sainte et le double de Musset est un enfant désillusionné. Franck Lestringant parle du parcours d’Octave comme d’une « réhabilitation par l’amour », en effet, Musset dit à George Sand et Pagello « vous vous aimez, et vous m’aimez pourtant ; vous m’avez sauvé, âme et corps ». Musset se dit sauvé de la débauche par cet amour, tout comme Octave se croit sauvé par l’amour de Brigitte Pierson.
Musset puise directement son inspiration dans sa correspondance avec George Sand, le 10 juillet 1834, il lui demande si elle a « par hasard conservé les lettres » et si elle peut lui faire « le plaisir de les rapporter ». Utiliser des morceaux de correspondance dans un roman est également le procédé qu’utilise George Sand lorsqu’elle raconte à son tour leur liaison dans son roman Elle et Luipublié à la mort d’Alfred de Musset.

### Jean-Jacques Rousseau
La Confession d’un enfant du siècle n’est pas qu’issue de la volonté d’Alfred de Musset de raconter sa liaison avec George Sand. L’idée d’écrire ses confessions est antérieure, et indissociable de Jean-Jacques Rousseau.
Si Musset dit s’être « tant moqué » de Rousseau, dans une lettre du 10 mai 1834, il renoue avec lui à Venise, et lit La Nouvelle Héloïse et Les Confessions, pourtant ces dernières ne remontent pas dans son estime, il écrit à Franz Liszt le 20 juin 1836 qu’il n’a « jamais pu lire les Confessions de Rousseau sans dégout », les jugeant trop vraies, manquant de pudeur. Il décide pourtant d’écrire ses propres confessions, et sur les conseils de George Sand poursuit ses lectures par « Les Confessions de saint Augustin dont Jean-Jacques s’est lointainement inspiré »(Franck Lestringant).
Pour s’éloigner des traits de Rousseau qu’il n’apprécie pas, Musset choisit d’écrire un de ces ouvrages « pas assez vrais pour des mémoires à beaucoup près, et pas assez faux pour des romans », puis dit se retrouver « tout nu derrière un manteau troué en mille endroits »(lettre du 20 juin 1836). Il donne alors la définition de ce qu’est pour lui La Confession, un mélange hétérogène entre le fictif et le réel.  

## Adaptations
Audiovisuel :
La Confession d'un enfant du siècle, 1974, Téléfilm. Réalisation: Claude Santelli Production : Office national de radiodiffusion télévision française
Distribution : Sami Frey (Octave); Marie-Christine Barrault (Brigitte); Ewa Swann (Thérèse); Michael Lonsdale (Smith).
Confession d'un enfant du siècle, 2011, Film. Réalisation et Scénario: Sylvie Verheyde; Production : Les Films du Veyrier; Distribuition: 
Pete Doherty (Octave); Charlotte Gainsbourg (Brigitte); Lily Cole (Elise); Volker Bruch (Smith).
Théâtre : 
La confession d'un enfant du siècle, 2010, Lecture. Théâtre Éphémère, Paris; Mise en scène: Nicolas Lormeau; Distribuition:  Comédie-Française
Nicolas Lormeau (Lecteur).
La confession d'un enfant du siècle, 2013, Monologue; Théâtre du Marais, Paris; Adapté par Frédéric Vossier; Mise en scène: Marie-Claude Morland
Distribution :  Bertrand Farge (Octave).

## externes
- Notices d'autorité :   - BnF (données)
  - Tchéquie
- Notice dans un dictionnaire ou une encyclopédie généraliste :   - Universalis